# Toy (groupe allemand)
Pour les articles homonymes, voir Toy.
Toy, stylisé T.O.Y. (acronyme de Trademark of Youth), est un groupe allemand de futurepop. Le projet voit le jour sous le nom de groupe électro-industriel Evils Toy jusqu'à ce qu'un changement de membres et de style sonore précipite le changement de nom en l'an 2000.

## Histoire

### Sous Evils Toy
Evils Toy débute en 1992 en tant que projet de Volker Lutz et Thorsten Brenda. Thorsten et Volker sont présentés par un ami commun qui savait que chacun des deux membres du duo était passionné de musique industrielle et travaillait déjà sur sa propre musique. Après avoir terminé plusieurs morceaux ensemble, ils envoient une démo à plusieurs labels, dont le label allemand Hypnobeat (un sous-label d'Hyperium Records) qui sort leur premier album Human Refuse à la fin de l'année 1993. Leur deuxième album, Morbid Mind, sort un an plus tard et est enregistré dans les studios T.G.I.F. d'André Schmechta, connus pour avoir enregistré les travaux du projet d'André, X-Marks the Pedwalk, et de nombreux autres groupes EBM et industriels allemands bien connus. Cette collaboration en studio avec André donne également lieu à un remix XMTP de Dear God qui est inclus dans l'album et dans un maxi single CD indépendant.
Leur mélange de voix distordues et de rythmes EBM avec des touches occasionnelles de mélodie s'avère relativement réussie, bien que leur véritable percée ait eu lieu en 1995 avec leur single Organics, qui est diffusé de manière significative des deux côtés de l'Atlantique. Organics, et l'album qui suit XTC Implant, démontrent un nouveau son pour le groupe, intégrant un style techno hi-NRG dans leur typique electro sombre qui se démarque de leurs contemporains de l'époque. XTC Implant s'avère avoir un effet durable et influent sur la scène EBM,.
L'arrivée de Taranczewski dans le groupe en 1997 apporte avec lui l'inspiration lyrique des histoires de H. P. Lovecraft pour infuser dans l'éthique sci-fi du groupe. Les paroles de plusieurs morceaux de Angels Only ! - Back on Earth, from Above Comes Sleep et Colours Out of Space, s'inspirent directement des thèmes lovecraftiens des Grands Anciens, de R'lyeh et du texte The Colour Out of Space. Taranczewski continue à tisser ces thèmes dans les autres albums d'Evils Toy et dans les premières chansons de T.O.Y..
L'album Silvertears sort en 2000 sur le label E-Wave Records (distribué par BMG) et est le dernier à être publié sous le nom d'Evils Toy. Le projet est ensuite connu sous le nom de T.O.Y..

### Sous T.O.Y.
En 2001, le groupe se rebaptise et sort son premier album, Space Radio, chez E-Wave/BMG. Cette année-là, ils partent en tournée avec De/Vision pour 28 dates à travers l'Europe. Leur deuxième album sous le nouveau nom, White Lights, poursuit le ton « plus doux » de l'album précédent.
Le groupe produit de nombreux remixes pour d'autres groupes comme Apoptygma Berzerk, In Strict Confidence, De/Vision et !Bang Elektronika. Volker utilise également ses studios d'enregistrement SonicStage pour enregistrer et produire des œuvres de groupes tels que And One, L'Âme Immortelle et Funker Vogt.
En 2004, Volker compose une chanson pour la pièce radiophonique allemande The Three Investigators Song Contest. Toujours en 2004, la société de jeux informatiques Konami utilisé une chanson produite par T.O.Y. sur le jeu PS2 et Xbox Dance Dance Revolution Ultramix 2. Il s'agissait d'un remix de la chanson I Feel... de DDR et Beatmania IIDX par le compositeur Akira Yamaoka. Des groupes comme Neuropa, Echo Image, Alien#Six13 et Midihead contribuent également à la bande originale.
En 2005, Taranczewski sort un album avec Stephan Voigt du groupe Plastic sous le nom de Yavin 4, un album qui ressemble plus aux anciens albums d'Evils Toy mélangés à des éléments de dance moderne et de drum and bass. Il a également produit l'album Aftermath de Cruciform Injection, sorti en 2006. En mai 2009, Taranczewski quitte définitivement le groupe. Après le départ de Taranczewski, Markus Helmert et Christian « Léo » Leonhardt rejoignent Volker, jouant respectivement des claviers et de la batterie.
En septembre 2014, Helmert quitte le groupe pour des raisons de santé. À peu près au même moment, Taranczewski réintègre le groupe en tant que claviériste, tandis que Leonhardt est remplacé par Marc A. Nathaniel à la batterie. La nouvelle formation continue de travailler à la finalisation de l'album Pain is Love, longtemps retardé, ainsi qu'à des concerts. En mars 2017, Taranczewski quitte à nouveau le groupe pour des raisons personnelles. Helge Wiegand, un auteur-compositeur de Cologne et également claviériste et chanteur du groupe Diorama, rejoint le groupe en avril 2017. Cet été-là, l'album Pain is Love sort finalement,. Plus tard dans l'année, le groupe est la tête d'affiche du XV Synthetic Snow Festival à Moscou, en Russie.
En 2019, T.O.Y. sort un single de deux titres, Silent Soldiers, sur le label suédois Progress Productions. Des vidéos sont tournées pour les titres par le réalisateur Rytis Titas sur place en Lituanie et sont inspirées par l'esthétique de la série Stranger Things.
En 2022, T.O.Y. sort le single Turn On !, sur lequel chante Marian Gold d'Alphaville. Le single atteint la première place des charts alternatifs allemands (DAC).

## Discographie

### Albums studio
- 1993 : Human Refuse (sous Evils Toy)
- 1994 : Morbid Mind (sous Evils Toy)
- 1996 : XTC Implant (sous Evils Toy)
- 1997 : Box (Rare and Unreleased)  (sous Evils Toy)
- 1997 : Illusion (sous Evils Toy)
- 1998 : Angels Only! (sous Evils Toy)
- 2000 : Silver Tears (sous Evils Toy)
- 2001 : Spaceradio
- 2002 : Evilution (best-of, Evils Toy)
- 2003 :  White Lights
- 2017 : Pain is Love

### Singles
- 1994 : Dear God Remix
- 1995 : Organics
- 1996 : The Old Race
- 1998 : Transparent Frequencies
- 2000 : Virtual State
- 2004 : Fairytale (sous T.O.Y.)
- 2017 : The Darkness and the Light (sous T.O.Y.)